# Altavista (Nayarit)
Altavista es una zona arqueológica, que contiene una importante muestra de petroglifos, localizada cerca del pueblo costero de Chacala, al sur del municipio de Compostela en el estado de Nayarit, México.
La zona es conocida como "La Pila del Rey", "Chacalán", "El Santuario", "Los Petroglifos" o "los petroglifos de Altavista", cerca de la Bahía de Jaltemba.
Esta zona fue habitada por un grupo nativo, muy poco estudiado de la cultura Tecoxquin (Tequectequi), que pobló esta zona aproximadamente entre los años 2000 AC y 2300 AC. Contiene 56 petroglifos catalogados cuya antigüedad no puede ser determinada con exactitud. Además de su importancia como sitio cultural y arqueológico, la zona continúa siendo un centro religioso importante para grupos nativos Huicholes quienes aun dejan ofrendas y efectúan ceremonias religiosas en el lugar.
En la época prehispánica, la zona del Municipio de Compostela fue habitada por los Señoríos de Mazatán, tributario del reino de Xalisco y Zacualpan.

## Petroglifos
Los Tecoxquines (Grupo Azteca) grabaron petroglifos en roca volcánica a lo largo del arroyo Las Piletas, hace más de dos mil años. Se piensa que estos petroglifos simbolizan la vida y creencias de los antiguos pobladores, en cuanto a salud, fertilidad, lluvias, cultivos. Los grabados podrían haber tenido significados religiosos u ofrendas a las deidades.
Existen quince señales (español e inglés) a lo largo de la ruta de acceso, explicando el contexto histórico. A continuación se hace un resumen de estas:

### Señal 1 - Altavista
Sitio arqueológico de petroglifos de Altavista, conocido como "La Pila del Rey" se encuentra a lo largo de la quebrada de Piletas en los lados del volcán Copo. Cubre una extensión de alrededor de 80 hectáreas donde hay una de las mayores concentraciones de rocas grabadas. (Más de 2000 grabados identificados).

### Señal 2 -Los Tecoxquin (Cortadores de Gargantas)
Pobladores originales de Altavista. Este grupo nativo habitó una extensa región cubriendo toda la costa sur de Nayarit, costas vecinas y regiones montañosas de Jalisco, México. Eran principalmente agricultores, pescadores, productores de sal y comerciantes de cacao y algodón. Los Tecoxquines se organizaron en una serie de aldeas bajo el control de Teuzacualpan en el valle de Chila (la ciudad moderna de Zacualpan). Sus vínculos comerciales les permitieron establecer un intenso comercio que alcanzó, al menos, al norte a Sinaloa y al sur y este con Colima y Michoacán.

### Señal 3 - Vida religiosa (Tecoxquines)
Sin duda, muchas de las ceremonias religiosas en este sitio se basaron en nahualismo. Nahualismo, o chamanismo, como una antigua práctica religiosa por la cual ciertas personas se comunican con sus dioses y espíritus a través de estados de conciencia alterados. Esta tradición tiene profundas raíces en la región; la palabra Nayarit se deriva de la palabra "nahualli". Los Tecoxquines utilizaban plantas psicotrópicas y tabaco para alcanzar estados de éxtasis que les puso en contacto con sus deidades.

### Señal 4 - El último de los Tecoxquines
Después de la conquista española, muertes por epidemias y mano de obra forzada completamente aniquilaron la Tecoxquines como pueblo. Hoy en día en las ciudades mestizas de la zona todavía se habla de "indios blanco," fantasmas que aparecen desde las montañas para honrar a sus antiguos dioses.

### Señal 5 - Los Tecuales
Los antiguos pueblos de Tecoxquin, hasta los productores de sal de Ixtapa se poblaron con Tecuales,  ancestros de los huicholes actuales.

### Señal 6 - El ciclo de Agua
El estado de Nayarit, México se caracteriza por la alta pluviosidad, el quinto más alto en el país. Las lluvias se concentran en un período de tormentas intensas entre mayo y octubre. En contraste dramático con la estación seca del resto del año, las montañas de Altavista atraen fuertes lluvias dejando las áreas al este más secas (el lado opuesto de la montaña tiene un clima semidesértico). Quizás por esta abundancia de agua, Altavista fue visto como un lugar especial y venerado por su fertilidad.

### Señal 7 - Tomoanchan (o Tamoanchan)
Tamoanchan es un lugar mítico paradisíaco de las culturas mesoamericanas, es una parte central de la antigua cosmología Mesoamericana. Tomoanchan es el árbol cósmico que conecta la vida y sostiene el mundo. Sus raíces son subterráneas en el ámbito del agua y la fertilidad. Su tronco está entre seres humanos por encima del suelo y hacia arriba. La corona del árbol está en los cielos, en el Reino de los dioses y las lluvias. Tomoanchan estuvo representado por el árbol de la Ceiba en muchas partes de México, a pesar de que otros árboles grandes, como el pino y el higo también servían el mismo propósito.

### Señal 8 - Guerras: Cabezas Trofeo
La "Guerra Florida " fue una de las prácticas religiosas principales asociadas con la Tecoxquines. El objetivo no era conquistar. Más bien, obtener guerreros prisioneros para sacrificios rituales, y cuyas cabezas cortadas eran después ofrecidas a los dioses. Estas guerras usualmente se produjeron localmente, aunque también se celebraron en lugares tan lejanos como los valles de Talpa, Mascota y el cañón de Mochitiltic del Estado de Jalisco.

### Señal 9 – Tlalocan
En la antigua Mesoamérica, se pensaba que el agua se encontraba bajo de la tierra, y así el inframundo era considerado un lugar de fertilidad. Tlalocan fue el "paraíso de agua" bajo la tierra. Estaba habitada por los Chanes, o espíritus de agua, así como los espíritus de aquellas personas que se habían ahogado o cuya muerte se relacionó con agua. Tlalocan también fue el lugar del cocodrilo mítico Cipactli
, un "monstruo de tierra", que simbolizaba la fertilidad.

### Señal 10 – El Cristo devoto
Las primeras referencias históricas del sitio arqueológico de Altavista datan de 1612. Describen la escritura compleja, una multitud de cruces y, sobre todo, un Cristo devoto a quien la gente local venera. Esto es, posiblemente, una referencia al "Hombre de maíz", una figura que simboliza la fecundidad y el crecimiento. Agricultores locales dejan ofrendas de velas y tazones de calabaza con sal a esta figura con el fin de obtener fertilidad para sus cultivos de café y tabaco, o con la esperanza de obtener trabajo cuando viajan a los Estados Unidos.

### Señal 11 – El Apóstol Mateo
A principios del siglo XVII surgió la creencia entre españoles que el apóstol Mateo viajó al nuevo mundo en épocas prehispánicas para evangelizar a los nativos. Esto se pensó por los grabados en las rocas de Altavista, especialmente las cruces.

### Señal 12 – La Cruz
Para los Tecoxquines, como la mayoría de los antiguos mesoamericanos, la Cruz fue en realidad un mapa mental del cosmos. Simboliza cinco direcciones sagradas: los cuatro puntos cardinales y el centro. Cada dirección se asoció con ciertos dioses, colores y reinos sagrados, así como uno de los cuatro árboles que formaron el tamoanchan. La idea del universo de cuatro esquinas aún está presente entre nativos de México de hoy,  simbolizada por cruces, diamantes y otras formas similares.

### Señal 13 – Comunicación con los Dioses
Es posible que las rocas de Altavista estuvieran asociadas con los árboles míticos de Tomoanchan conectando el inframundo, la tierra y los cielos. Las oraciones del pueblo viajaron hasta a través de la savia de los troncos al reino de los dioses. A su vez, los regalos de los dioses, lluvia, fertilidad y buena salud regresaron a la tierra a través de los mismos árboles. Para los Tecoxquines, las rocas de Altavista habrían servido para el mismo propósito, un medio de comunicación entre el pueblo y sus dioses.

### Señal 14 – Simbolismo Tecoxquin
Las espirales, líneas onduladas y otros símbolos tallados en las rocas de Altavista probablemente constituyen un lenguaje ritual de oraciones a los dioses de Tecoxquin. Como un pueblo agrícola, los Tocoxquines se habrían preocupado con la obtención de la lluvia, la fertilidad de la tierra y la continuidad de los ritmos estacionales que dependían. A pesar de que nunca se conocerá el significado exacto de los símbolos, las espirales han sido interpretadas como el sol, la tormenta, el viento, la espiral de serpientes, o como un símbolo del ciclo natural de la estación lluvioso y seco.

### Señal 15 – Ofrendas Huicholes
Los nativos Huichol que ocasionalmente visitan Altavista originalmente vivían en las montañas de Nayar aunque en los últimos años un pequeño grupo se trasladó a la zona de Las Varas. Dejan ofrendas y realizan ceremonias para Nakahue, "nuestra abuela de la fertilidad," y también para Tatevari, "nuestro abuelo del fuego". Algunos Huicholes también viajan al cercano puerto de Chacala, donde se encuentran antiguas rocas grabadas y dejan ofrendas para Tatei Aramara," nuestra madre océano".